# America’s Sweethearts
America’s Sweethearts (engl. für „Amerikas Lieblinge“) ist eine US-amerikanische Filmkomödie aus dem Jahr 2001.

## Handlung
Der Public-Relations-Experte Lee Phillips ist gerade durch eine billigere Nachwuchskraft ersetzt worden, da bietet sich ihm die Chance, seinen Job zurückzugewinnen. Der Chef des Filmstudios braucht ihn unbedingt, um die in Trennung lebenden Eheleute Eddie Thomas und Gwen Harrison zu einer Pressevorführung ihres letzten gemeinsamen Films zusammenzubringen. Beide sind bekannte Stars Hollywoods, allerdings nur als Paar beim Publikum beliebt. Während Gwen inzwischen einen Latino-Liebhaber hat, verbleibt Eddie nach der Trennung und seinem Zusammenbruch in einem Nobel-Sanatorium.
Außerdem verweigert der extrem exzentrische Regisseur und dreifache Oscar-Preisträger Hal Weidmann den Studioverantwortlichen jeglichen Einblick in seine Endfassung des für 86 Millionen Dollar produzierten Films. Der Chef des Studios ist sich nicht einmal sicher, dass Weidmann den Film tatsächlich zu der Presseveranstaltung mitbringt. Damit eventuell enttäuschte Presseleute die Veranstaltung nicht vorzeitig verlassen können, organisiert Lee Phillips sie in einem abseits liegenden Hotel in Nevada.
Vor der Veranstaltung wird Eddie zunehmend klar, dass er zahlreiche charakterliche Schwächen von Gwen übersehen hat, weil er sie für das richtige Leben so sehen wollte, wie sie sich in ihren Filmrollen gibt. Gleichzeitig fühlt er sich zunehmend zu Gwens Schwester und Assistentin Kiki hingezogen.
Die letztlich stattfindende Filmvorführung gerät außer Kontrolle. Weidmann hat ohne Drehbuch die Schauspieler und sonstigen Beteiligten inklusive Studiochef ohne deren Wissen privat gefilmt und alles entsprechend geschnitten, um die Authentizität seines Filmschaffens neu zu definieren. Bei der Pressekonferenz offenbart Eddie seine Gefühle sowohl Gwen als auch Kiki gegenüber. Gwen entlässt Kiki als Assistentin und erlebt wider Erwarten noch einmal einen Karriereschub. Sie umarmt ihre Schwester, Eddie und Kiki küssen einander vor den Reportern.

## Produktion

### Entstehung
Ursprünglich war Julia Roberts für die Rolle der Gwen Harrison vorgesehen, sie entschied sich jedoch für die ihrer Meinung nach facettenreichere Rolle der Kiki. Robert Downey Jr., der die Rolle des Hector spielen sollte, wurde kurz vor Drehbeginn am 10. Januar 2001 wegen des Verdachts auf Drogenbesitz verhaftet.

### Kosten
Die Produktionskosten betrugen ca. 46 Millionen US-Dollar. Der Film spielte weltweit ca. 138 Millionen Dollar ein.

## Kritiken
In den englischsprachigen Medien fand der Film einen überwiegend negativen Widerhall. Die Auswertung von 147 Kritiken auf Rotten Tomatoes ergab eine Zustimmungsquote von lediglich 33 Prozent.
James Berardinelli schrieb auf ReelViews, der Film thematisiere das Leben von Hollywood-Traumpaaren wie Nicole Kidman und Tom Cruise, Meg Ryan und Dennis Quaid oder Demi Moore und Bruce Willis. Hochkarätige Schauspieler wie Julia Roberts, Catherine Zeta-Jones, John Cusack und Billy Crystal würden hier wie ein geschlossenes Ensemble wirken; selbst Nebenrollen wären mit erstklassigen Charakterdarstellern („A-list character actors“) wie Christopher Walken und Stanley Tucci besetzt. Berardinelli lobte die „geschliffenen“ („sharp“) Dialoge wie auch die Regie und schrieb, der Film sei die beste Komödie des Sommers 2001.

## Synchronisation
Die deutsche Synchronisation entstand durch Hermes Synchron nach einem Dialogbuch von Thomas Danneberg, der auch die Dialogregie führte.
- Julia Roberts (Kiki Harrisson): Daniela Hoffmann
- Billy Crystal (Lee Phillips): Joachim Tennstedt
- John Cusack (Eddie Thomas): Andreas Fröhlich
- Catherine Zeta-Jones (Gwen Harrisson): Arianne Borbach
- Hank Azaria (Hector): Tobias Meister
- Seth Green (Danny Wax, Assistent von Lee Phillips): Marcel Collé
- Christopher Walken (Hal Weidmann): Frank Glaubrecht
- Stanley Tucci (Dave Kingman): Michael Pan

## Auszeichnungen
James Newton Howard gewann den Film and Television Music Award 2002 der American Society of Composers, Authors and Publishers.